# Zimbor
Zimbor is een gemeente in het Roemeense district Sălaj. De gemeente bestaat uit de kernen Chendremal, Dolu, Sâncraiu Almașului, Sutoru en Zimbor.
In 1850 had Zimbor nog een Hongaarse gemeenschap van 250 tot 300 personen van de in totaal 850 inwoners. In de loop der deccenia is het aantal Hongaren sterk afgenomen. In 2011 vormden ze nog maar 2% van de bevolking. De Hongaren die hoofdzakelijk gereformeerd waren bezitten nog een middeleeuwse kerk (15e eeuw) in het dorp die op de monumentenlijst staat.
| Roemeens (endoniem)                    | Hongaars (exoniem)                                     | Duits (exoniem) |
| -------------------------------------- | ------------------------------------------------------ | --------------- |
| Zimbor                                 | Magyarzsombor, Magyarnagyzsombor, Nagyzsombor, Zsombor | Gross Schönberg |
| Chendremal                             | Kendermál                                              | Kendermal       |
| Dolu                                   | Almásdál, Dál                                          | Daal, Dahl      |
| Sâncraiu Almașului, Sîncraiu Almaşului | Topaszentkirály, Szentkirály                           | Königsdorf      |
| Sutoru                                 | Zutor                                                  | Zudorn, Sudorn  |

## Historische bevolkingssamenstelling
Zimbor (plaats)
- 1900 - 897 inwoners, 578 Roemenen (64%), 318 Hongaren (36%)
- 1910 - 856 inwoners, 522 Roemenen (61%), 265 Hongaren (31%)
- 1930 - 1146 inwoners, 900 Roemenen (79%), 162 Hongaren (14%)
- 1941 - 1315 inwoners, 1029 Roemenen (78%), 285 Hongaren (22%)
- 1966 - 842 inwoners, 766 Roemenen (91%), 76 Hongaren (9%)

## Geboren
Petre Abrudan (Sutoru), kunstschilder

## Fotogalerij

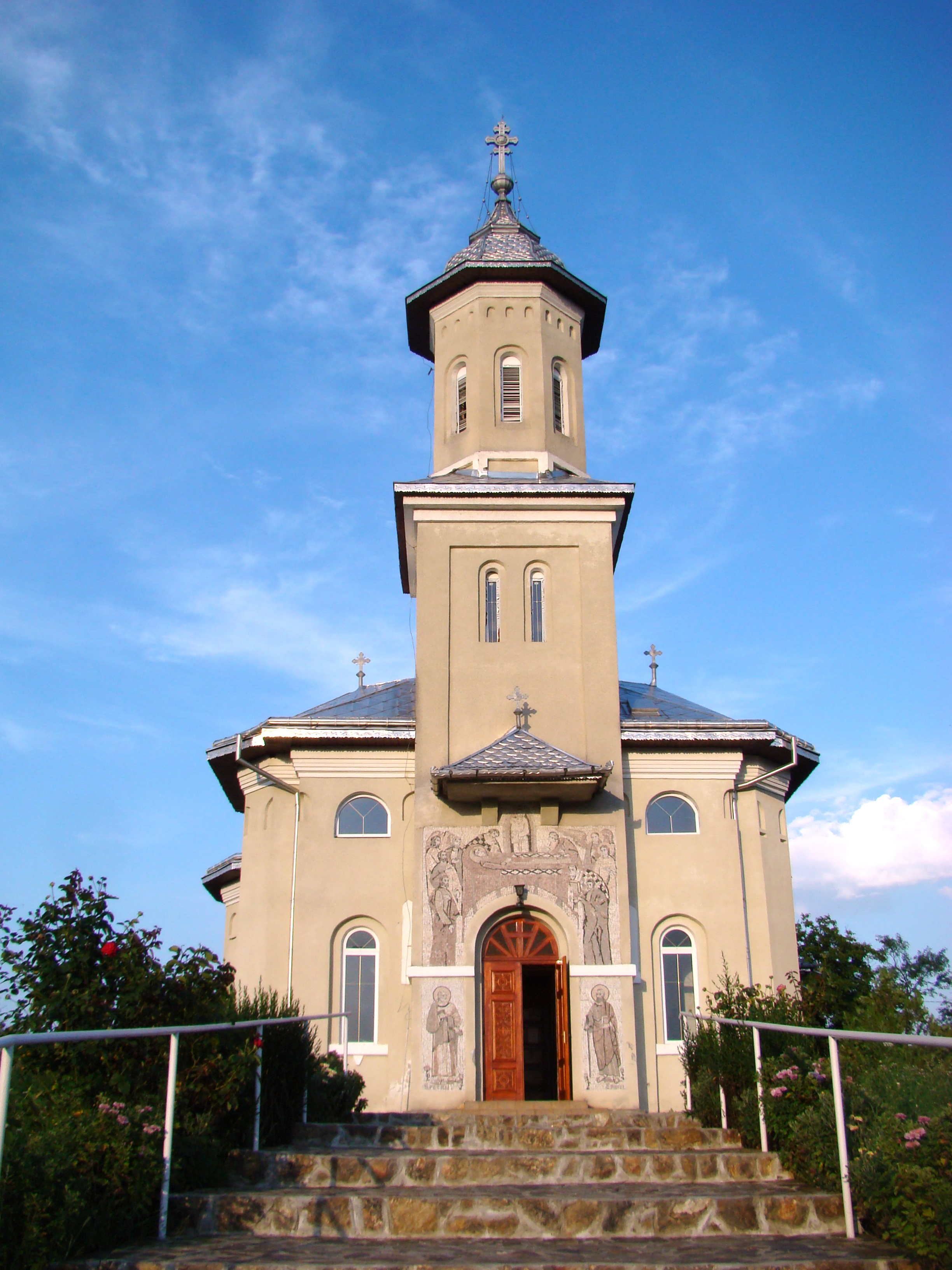
Orthodoxe Kerk
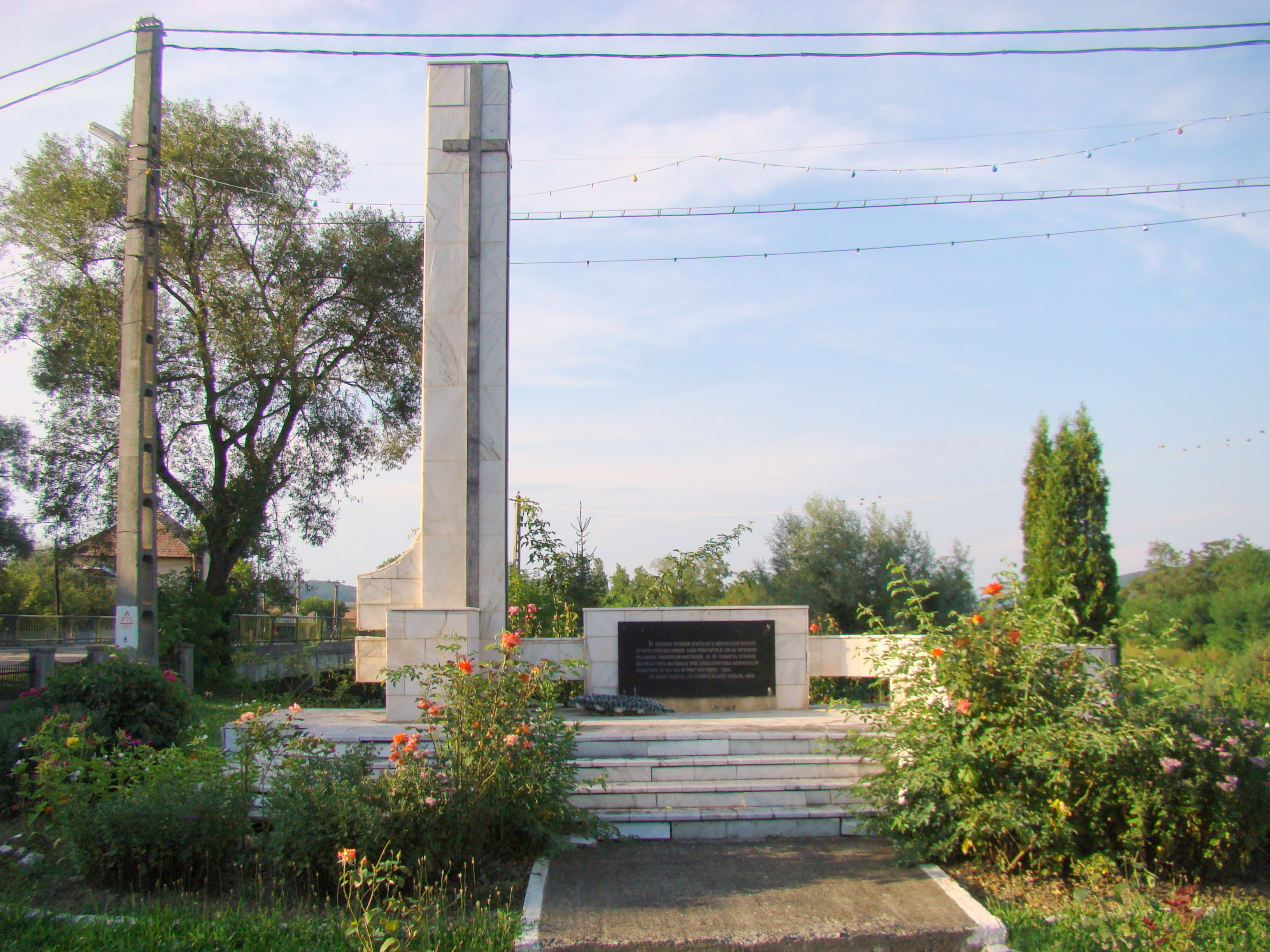
Monument
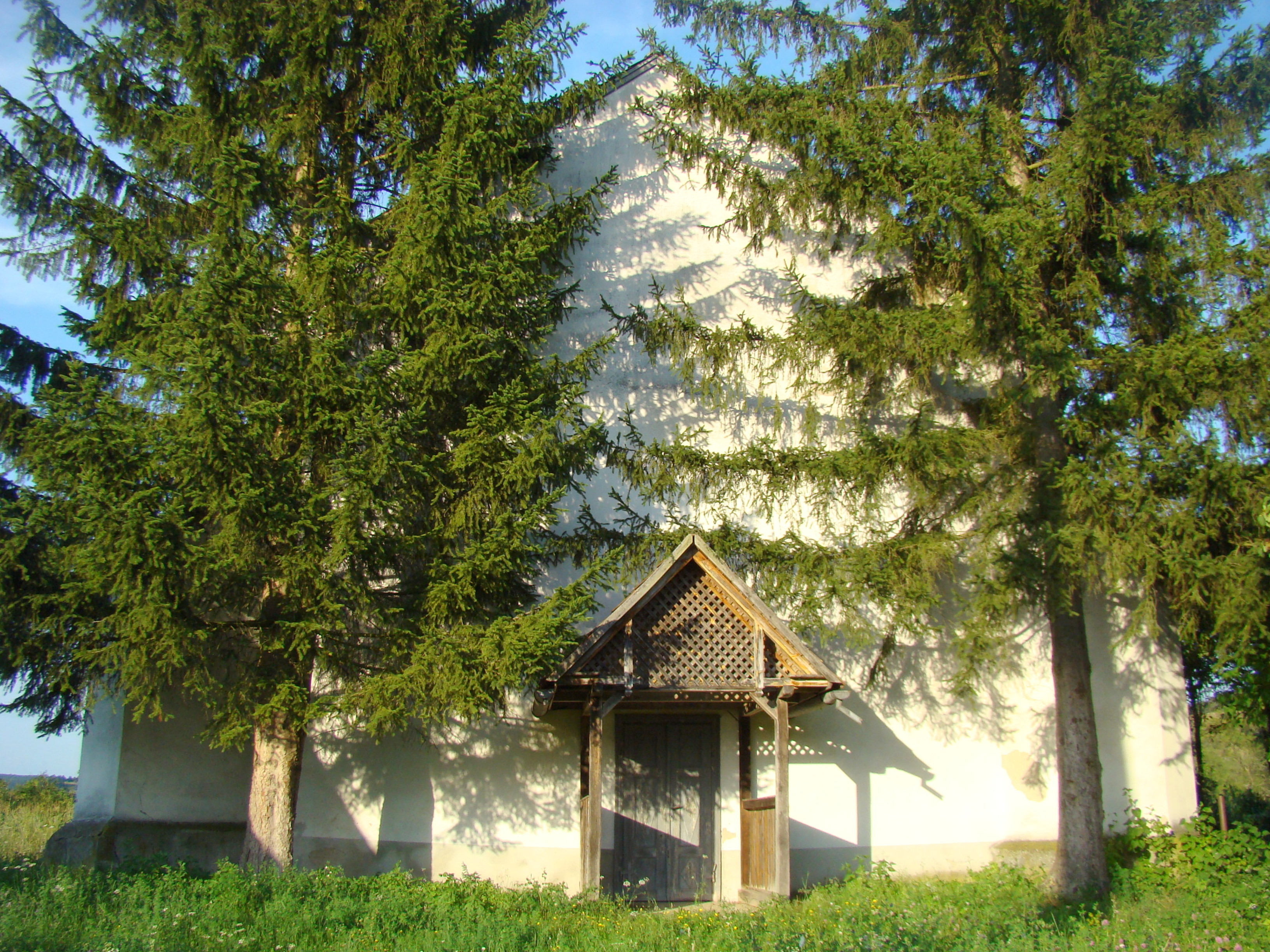
Hongaars Gereformeerde kerk (monument)
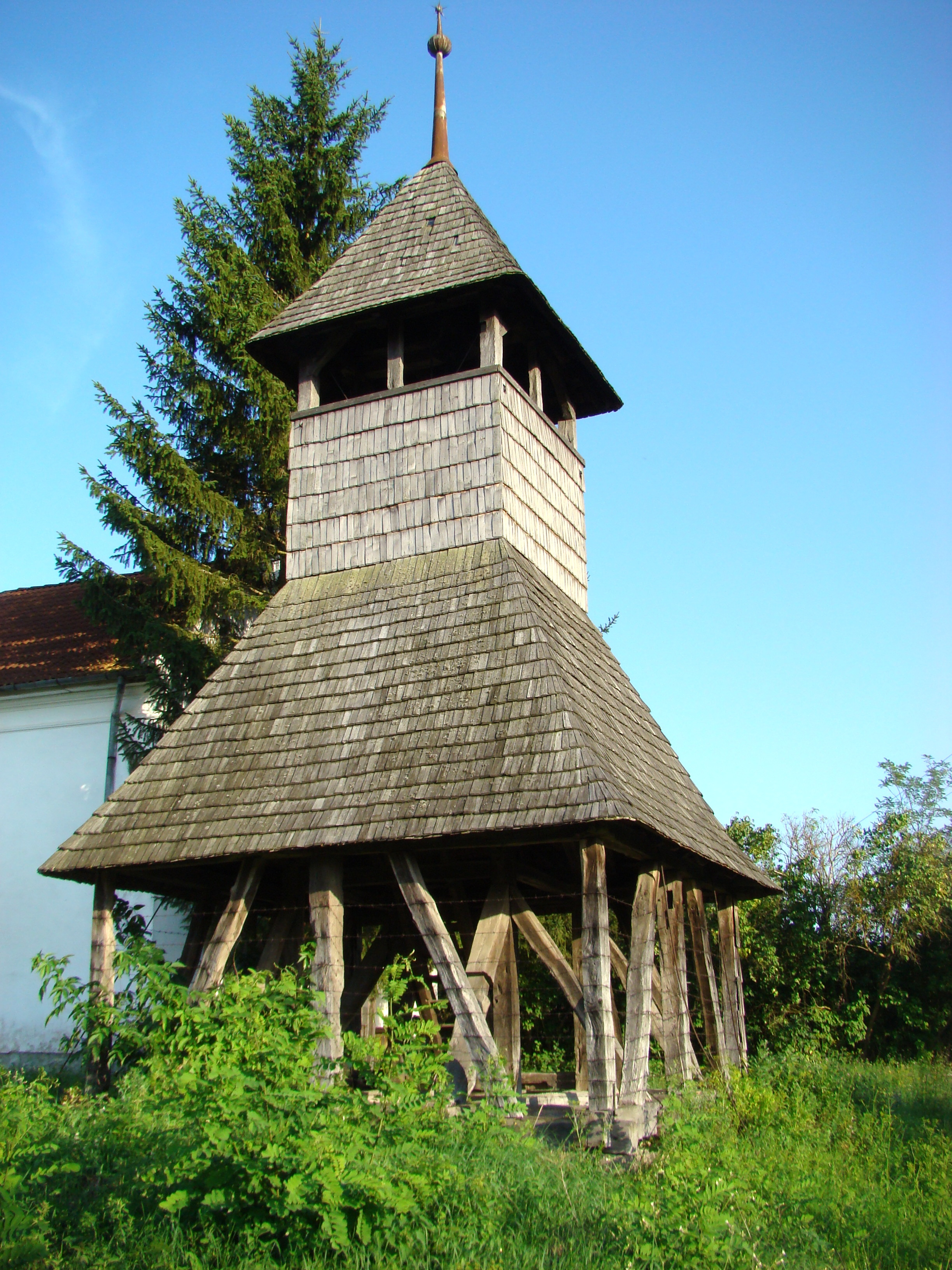
Klokkentoren Hongaars Gereformeerde kerk (monument)